# 滴溜酒
滴溜酒是河北大名县出产的一种白酒。大名县当地酿酒历史悠久，但因战乱至抗战结束后仅余寥寥数家酒坊，其中最大两家分别为当地陈氏家族所开的“玉泉公司”，和南宫市人刘心元在当地所开的“酒甑”；1946年当地易手后，中共晋察冀边区当局将包括上述两酒坊在内的三家私人酒坊合并，成立国营大名县酒厂，后数度改制、易名。酒厂原只产散装酒，改革开放后开始生产销售瓶装酒。1985年酒厂历时9个月以引进的五粮液和泸州老窖生产工艺开发出新产品“滴溜酒”，推出后广受欢迎并多次获奖；滴溜酒乃以高粱为主料，稻壳做辅料，以小麦制成的中、高温大曲为糖化发酵剂，经高温制曲、清蒸辅料、老窖泥池酒醅发酵、分批混蒸混烧、固态蒸馏、量质摘酒、分级储存，陶坛及松木酒海陈贮老熟等老五甑传统酿造工艺酿成的浓香型白酒。